# Anders Erik Afzelius
Anders Erik Afzelius, född 26 april 1779 i Forshems socken, Västergötland, död 1 mars 1850 i Riga, var en svensk/finsk jurist, professor och karikatyrtecknare.

## Biografi
Afzelius föddes i Forshems prästgård i Skara stift som son till kyrkoherden i Mariestads församling Erik Afzelius och hans hustru Kristina Margareta Victorin. Han erhöll magistergraden vid Åbo universitet 1798, och ägnade sig därefter åt juridiken, blev juris doktor vid promotionen 1810 och professor 1818. 
År 1814 inträdde Afzelius, tillsammans med Johan Gabriel Richert, i lagkommittén. Afzelius kom dock att lämna kommittén 1818 för att bli professor i Åbo.  
Afzelius var en framstående lärare vid universiteten i Uppsala och Åbo. På grund av att han bistod donationsbönderna i Viborgs län i deras processer med godsägarna och med några karikatyrteckningar, dels över tsar Nikolaj I, dels över en del finska senatsmedlemmar, och dels genom intriger av personer som han fått till fiender i samband med processer om några kronogods i Viborgs län, fick han 1831 ryska regeringens befallning att lämna Finland. Då han på grund av sjukdom inte åtföljde befallningen i tid, blev han på Åland, där han befann sig på väg till Sverige, gripen och skickad till Wiätka i Kasan, där han kvarhölls i fyra år, då han fick tillåtelse att byta förvisningsorten mot någon plats i Finland. Han vistades därefter i Villmanstrand och Keksholm, tills han 1837 fördes till Livland, där han  avled genom ålder, mångårig sjukdom och ännu fleråriga själslidanden.
Han var sedan gift 1806 med Maria Margareta Hydrén, dotter till hovpredikanten Lars Hydrén och en dotter till Magnus Troilius. De var föräldrar till Arthur Eijvin Anshelm Afzelius.